# جون تشيك (مفكر إنجليزي)
السير جون تشيك (16 يونيو 1514 – 13 سبتمبر 1557) كان مفكرًا كلاسيكيًا إنجليزيًا ورجلًا سياسية. كان أحد أهم المعلمين في سنه، وأول أستاذ ملكي للغة اليونانية في جامعة كامبريدج، لعب دورًا كبيرًا في إحياء التعليم اليوناني في إنجلترا. كان معلمًا للأمير إدوارد، والملك المستقبلي إدوارد السادس، وأحيانًا الأميرة إليزابيث أيضًا. نتيجة ميله القوي نحو الإصلاح في المناحي الدينية، انتهت حياته المهنية العامة كعميد لدى كلية الملك في كامبردج، وعضوًا في البرلمان، ولفترة وجيزة وزيرًا للخارجية خلال حكم الملك إدوارد، باستلام الملكة ماري الحكم في عام 1553. ذهب إلى المنفى الطوعي في الخارج، في البداية بموجب ترخيص ملكي (تجاوز فيه مدة إقامته). ألقي القبض عليه وسجن سنة 1556، وأنكر إيمانه ليتجنب الموت حرقًا. مات بعد ذلك بوقت غير طويل، نادمًا على قراره. حظيت شخصيته وتعليماته وسمعته بالإعجاب والتأييد والإشادة.

## أصوله وبداية طريقه المهني
يقال إن عائلة تشيك (أو تشك) نشأت في نورثهامبتونشاير، وأنها تحدرت من السير وليم دي بوتفيلار. عند ولادة جون، كانت العائلة تقطن في موتيستون في جزيرة وايت لأكثر من قرن من الزمن. كان والد جون، بيتر تشيك من كامبريدج (ابن روبرت تشيك من موتيستون) منظم شعائر في جامعة كامبريدج من سنة 1509 حتى وفاته سنة 1529. كانت والدته أغنيس دوفيلد، ابنة أندرو دوفيلد من كامبريدج. ولد جون في تلك المدينة عام 1514، وكانت له خمس أخوات، آن وأليس وإليزابيث وماغدالن وماري. بدأ دراسته في مدرسة القواعد على يد جون مورجان. درس في كلية سانت جونز، حيث حصل على درجة البكالوريوس في عام 1529، وحصل على منحة دراسية. بدأ دراسة الماجستير في عام 1533. كان مدرسه جورج داي، الذي صار معارضًا لإصلاحات الملك إدوارد.
في الجامعة، تميز كل من تشيك وصديقه توماس سميث (طالب القانون المدني في كلية كوينز) إلى الحد الذي جعل كل منهما يحصل على منحة من الملك هنري لمساعدتهما في الدراسة. كانت الدراسات الكلاسيكية التي درسها جون ريدمان في باريس محط إعجابه، وسعى إلى محاكاته. عززت كليتا كوينز (حيث انتشر تأثير الفيلسوف إيراسموس) وسانت جونز المبادئ الإصلاحية التي تبناها تشيك وسميث.
في أوائل ثلاثينيات القرن السادس عشر، درس تشيك وسميث معًا ليعيدا المفهوم الصحيح لنطق الحروف اليونانية القديمة، التي أضحت مهمشة إلى حد ما. أكسب ذلك اللغة نفسها، وتناغماتها، وإعراباتها في المعنى، حياة جديدة، وحظيت أعمال العلماء والخطباء القدماء بالفهم والقبول. بدأ سميث، الذي ألقى محاضرات باليونانية منذ سنة 1533، بتجربة تلك التأثيرات علنًا في سنة 1535، وسرعان ما نال نجاحًا. حافظ جون بوينت، طالب سميث، خلف معلمه، على اللفظ الجديد في محاضراته؛ ابتدأ تشيك وسميث كلاهما يدربان التلاميذ على طريقتهما، وجرى تمثيل مسرحية بلوتوس لأريستوفان في سانت جونز بالطريقة الجديدة. بعد ظهور بوينت قارئًا يونانيًا، جاء روجر أشام، طالب تشيك، الذي قرأ لإيسقراط، وجادل بدايةً، لكنه بدأ بعدها بابتكارات نالت بدورها موافقة جون ريدمان.

### المناورات الأكاديمية
من خلال وساطة ماثيو باركر، حصل تشيك على دعم من آن بولين لتلميذه وليم بيل ليكمل دراسته. بعد سنة من تعيينه أستاذًا في جامعة سانت جونز، ونائب مستشار جامعي، عين الملك هنري جورج داي أستاذًا لكلية الملك في عام 1538، وأصبح سميث محاضرًا جامعيًا في عام 1537 بعده. في سنة 1540، عند تأسيس الملك للأستاذية الملكية، أصبح سميث أستاذا للقانون، وأستاذًا في اللغة اليونانية، وجون بليث (من كلية الملك) أستاذًا في الفيزياء. تزوج بليث من أليس، إحدى أخوات تشيك، قبل سنة 1536. في سنة 1541، تزوج وليام سيسيل (الذي أصبح لاحقًا اللورد بيرغلي)، تلميذ تشيك المميز، ماري تشيك. (توفيت ماري سيسيل بعد سنتين، وتركت سيسيل مع ابنها، توماس سيسيل). في عام 1542، كانت سيدة واحدة من عائلة تشيك لا تزال مقيمة في منزل تشيك في ماركت هيل، كامبريدج.
في يونيو 1542، أصدر أسقف غاردنر، الذي كان رجلًا حكيمًا صلبًا، ومستشارًا للجامعة، فرمانًا ينفذ على كل من يحتكم بسلطته ألا تتغير ألفاظ اليونانية أو اللاتينية من قبل أي حد، وأعطى قائمة بها تفسيرات صوتية. أصدر عقوبات قاسية وربما حصرية على جميع مستويات التسلسل الهرمي الأكاديمي بحق من خالفوا هذا الحكم، وكتب كذلك إلى نائب المستشار طالبًا مراعاة مرسومه. دخل تشيك، الذي كان أحد الأهداف الرئيسية لرفض غاردينر، في مناظرة من سبع رسائل معه، ولكن الأسقف بقي متعنتًا للأسف. إلا أن البذور التي غرسها تشيك بدأت تتأصل. لم تنشر تلك الرسائل في ذلك الوقت.
في تلك السنة، دخل تشيك كلية ماجستير الآداب في جامعة أكسفورد، وصار جزءًا أساسيًا من كلية الملك هنري الثامن. في سنة 1544، خلف سميث في منصب خطيب عام في جامعة كامبريدج. بقي داي، أسقف لكتشستر في سنة 1543، عميد الكلية. في ذلك الوقت، أعد تشيك ترجمته اللاتينية (المخصصة للملك) لكتاب «دي أباراتو بيليكو» للإمبراطور البيزنطي ليو السادس الحكيم، الذي غالبًا ما تبادل أطراف الحديث عن عمله مع روجر أشام. كان توماس هوبي آنذاك أحد تلامذته. يمكن دراسة قراءة تشيك وفكره في التاريخ اليوناني، واستخدامه لهما لاستخلاص أمثلة من السياسة والتنفيذ، وذلك في تعليقاته التوضيحية لطباعة نسخ (من مطبعة ألدين) لكل من هيرودوتس وثوسيديديس.
في سنتي 1543 و1545، نشرت نسخته اللاتينية من مواعظ البطريرك يوحنا ذهبي الفم، مفتتحًا إياها برسالة تفانْ لراعيه الملك. في 10 يونيو 1544، عين تشيك معلمًا للملك الإنجليزي المستقبلي إدوارد السادس، ملحقًا لمعلمه الدكتور ريتشارد كوكس، لتعليمه «لغة الكتاب المقدس والفلسفة وجميع العلوم المتحررة» (حسبما كتب الأمير في مذكرته)، وبدأ مهامه في بلاط هامبتون بعد ذلك بفترة وجيزة. وبدعوة من الأمير، شارك الشاب هنري هاستنغز دراساته. شعر روجر أشام بحدة لغياب تشيك عن الجامعة، إذ كان الأخير ملهمًا كبيرًا له. تنامى اهتمام خاص لمقدمة تشيك المطولة لكتاب «الخرافات» لبلوتارخ، الذي أعد هدية رأس السنة للملك في السنة 1545 أو 1546.
كان معلم الفرنسية لإدوارد، الهوغونوتي جان بيلمان، زوج ابنة أخ تشيك. اختير وليم غريندال، تلميذ أشام، بناء على توصيته إلى تشيك، لقراءة اليونانية على الأميرة إليزابيث، حتى موته السابق لأوانه سنة 1548. بحلول ذلك الوقت، كان ويليام بيل أستاذًا في سانت جونز، وجون ريدمان أستاذًا في كلية الثالوث المؤسسة حديثًا سنة 1546، وخلفه بيل في سنة 1551.

في 11 مايو 1547، تزوج تشيك من ماري، ابنة ريتشارد هيل (الرقيب السابق لقبو النبيذ لهنري الثامن) وابنة زوجة السير جون ماسون. أثمر مبتغى تشيك الفكري والديني في أرقى المرابع. عبر جيرارد لانغباين عن ذلك قائلًا:
«تحت عهدة الرب، كان تشيك وسيطًا مميزًا للتبشير بالإنجيل، والدين الممارس اليوم في المملكة، ليس فقط لزرعه بذور تلك العقيدة في قلب الأمير إدوارد، التي تأصلت بعدها لإصلاح عام تم بعد أن أصبح ملكًا، بل لغرسه ذات المعاني برفق لدى السيدة إليزابيث، على يد أولئك الذين سمح لهم بتجاربه أن يصبحوا مرشدين لدراساتها في صغرها».
طور تشيك نظام تدقيق صوتي للغة الإنجليزية لم يستخدم كثيرًا إلا من قبله هو نفسه.